# Dywizja Sandomierska

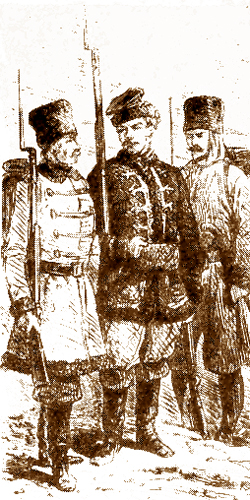
Fizylierzy

Dywizja Sandomierska – wielka jednostka piechoty polskiej okresu powstania styczniowego. Wchodziła w skład II Korpusu (Krakowskiego).
Dowódcą Dywizji Sandomierskiej był ppłk Rudowski (?).

## Skład
- Pułk Opoczyński
- Pułk Radomski
- Pułk Opatowski
- Pułk Sandomierski
- kawaleria dywizji - mjr Markiewicz
- artyleria dywizji